# Acueducto de Skopie
El acueducto de Skopie (en macedonioː Скопски аквадукт) es un antiguo acueducto bizantino u otomano, situado a 2 km al noroeste del centro de la ciudad de Skopie, la capital de Macedonia del Norte. Es uno de los tres acueductos pertenecientes a la antigua Yugoslavia, junto al acueducto de Diocleciano en Split, Croacia, y el acueducto de Bar, Montenegro; y el único en suelo macedonio. 
Su fecha de construcción se desconoce, pudo haber sido construido por los romanos o los bizantinos, pero probablemente fue construido en el siglo XVI. Existen tres teorías:
- durante el Imperio romano, siglo I; según esta teoría, el acueducto regaría el asentamiento legionario de Scupi;
- durante el Imperio bizantino, reinado del emperador Justiniano; según esta teoría, el acueducto llevaría agua al asentamiento Justiniana Prima;
- durante el Imperio otomano, según esta teoría el acueducto fue construido en el siglo XVI para abastecer a un gran número de baños turcos.

El acueducto estuvo en uso hasta el siglo XVIII. Tiene una longitud de 386 metros con 55 arcos y su estructura está realizada con piedra y ladrillo. Se considera que el acueducto trasladaría el agua del manantial Lavovec, en la ciudad de Gluvo en la montaña Skopska Crna Gora, a nueve kilómetros al noroeste de Skopie, hasta el centro de la capital.